# Esmeraldas (serie de televisión)
Esmeraldas —en inglés: Emeralds— es una serie de televisión producida por Caracol Televisión y grabada en Colombia en el año 2015. Esta protagonizada por Luis Fernando Montoya, Nicolás Montero, Jairo Camargo, Ricardo Guerrero entre otros.

## Sinopsis
La Victoria es un pueblo que bien podría ser definido como un infierno verde donde impera la ley del más fuerte, alimentada por la codicia que despiertan las esmeraldas. A este lugar llegará la familia Guerrero. Alejandro Guerrero, padre de Ricardo, Eduardo y Olga Guerrero, se ve obligado a llevarse a su familia a este lejano lugar, dónde la bonanza esmeraldera produce episodios de sangre y fuego que se repiten de generación en generación. En medio de esta guerra, Alejandro tendrá que enfrentar desde su llegada a Patricio Ortega, gran Patrón de la región, no solo por tener principios opuestos, sino además por tener la desgracia de que la mujer más deseada por el Patrón, fije sus ojos y su corazón en él. Mientras esta guerra se ahínca en La Victoria, Alejandro sorteará la más dura pelea personal: al tener que ver cómo sus tres hijos, toman rumbos opuestos a sus principios. Eduardo, se convertirá en todo lo que Alejandro repudia, un ser ambicioso, desmedido y desalmado que será capaz de disputar a sangre, con su propio hermano el poder en la región y sobre todo el amor de una mujer. Olga equivocará su camino, casándose con un hombre amando a otro, y vivirá empecinada en salvar ese amor imposible para todos. Ricardo, quien al parecer sería el único que replicaría los valores de su padre, termina cometiendo el único pecado que le amargará su vida por muchos años, al enamorarse de la que pronto se convierte en la mujer de su hermano, secreto que se destapará solo cuando ella queda embarazada y nadie sepa cuál de los dos Guerrero es el padre. Esta saga pareciera no tener fin, contando las tres y más sangrientas guerras que han azotado a esa región, donde los enfrentamientos, a causa de la suerte para hacerse rico crearon la Guerra Esmeraldera.

## Reparto
- Luis Fernando Montoya - Alejandro Guerrero
- Nicolás Montero - Alejandro Guerrero (joven)
- Jairo Camargo - Ricardo Guerrero
- Jimmy Vásquez - Ricardo Guerrero (Adulto)
- Ricardo Mejía - Ricardo Guerrero (joven)
- Juliana Bautista - "Azucena y Esperanza"
- Haydée Ramírez - Olga Guerrero
- Carolina Acevedo - Olga Guerrero (Adulta)
- Laura de León - Olga Guerrero (joven)
- Tommy Vásquez - Eduardo Guerrero
- David Prada - Eduardo Guerrero (joven)
- Patricia Ércole - Reina Ortega
- Alejandra Lara - Reina Ortega (joven)
- Kristina Lilley - Esmeralda Ortega
- Liliana Salazar - Esmeralda Ortega (Adulta)
- Nicole Santamaría - Esmeralda Ortega (joven)
- Diego Vásquez - Patricio Ortega
- Víctor Gómez - Alcides Pinzón
- Manuel José Chávez - Alcides Pinzón (joven)
- Carlota Llanos - Gladys de Ortega
- Isabel Gaona - Gladys de Ortega (joven)
- Armando Gutiérrez - Javier
- Carlos Fernández - Javier (Adulto)
- Peter Cárdenas - Javier (joven)
- Jorge Herrera - Melo
- Nelson Camayo - Melo (joven)
- Diego Sarmiento - Adonay
- Walter Luengas - Zarco
- Luly Bossa  - Alcira
- Stefanía Gómez - Alcira (joven)
- Carolina Gaitán - Esperanza
- Sofía Reyes - Esperanza (joven)
- John Alex Toro - Daniel
- Fernando Arévalo - Tito
- Álvaro Rodríguez - Jacinto Casas
- Juan Carlos Arango - Iván
- Rafael Zea - Rubén
- Biassini Segura - Rubén (joven)
- Edgardo Román - Fermín Rojas
- Mario Duarte - Inspector Rogelio Téllez
- Saín Castro - "El Tigre"
- Carlos Hurtado - "El Tigre" (Adulto)
- Juan Felipe Muñoz - "El Tigre" (joven)
- Anasol - Lucia "Flor del Valle"
- Gill González - Lucia "Flor del Valle" (joven)
- Juana Arboleda - Amada Rosa
- Gilberto Ramírez - Zeus
- Lucho Velasco - Zeus (joven)
- Hermes Camelo - "Pateperro"
- Anderson Balsero - "Pateperro" (joven)
- Julio Pachón - "Malasuerte"
- Javier Ávila - "Malasuerte" (joven)
- Fernando Villate - Gonzalo
- Carlos Gutiérrez - Ramiro
- Julio Sánchez Cóccaro - Sigifredo
- Gastón Velandia - Villegas
- Néstor Alfonso Rojas - Rómulo
- Lucho Velasco - Octavio Guerrero
- Juan Pablo Urrego - Octavio Ortega / Octavio Guerrero (joven)
- Johana Bustos - Verónica Guerrero
- Danielle Arciniegas - Verónica Guerrero (joven)
- Rodolfo Silva - Mauro Moreno
- Orlando Lamboglia - Senador
- Fernando Lara - Padre Alfonso
- Heidy Bermúdez - Adelaida
- Julio Correal - Sargento Santos
- Juan Calderón - Israel
- Margarita Reyes - Úrsula
- Hector Mejia - Cabo Torres
- Pedro Mogollón - Arístides Bayona
- Guillermo Gálvez - Rodolfo
- Alex Quiroga - Gerardo Sánchez
- Salvador Puente - Gerardo Sánchez (Joven)
- Sandra Roman - Cecilia
- Gustavo Angarita Jr. - Gabriel
- Kevin Alvarado - Gabriel (joven)
- Sebastian Aguasca - Víctor
- Natalia Jerez - Carolina Barrera
- Greeicy Rendón - Paula Guáqueta
- Eduardo López - José Alejandro Guerrero
- Kepa Amuchastegui - Roberto Barrera
- Luigi Aycardi - Coronel Marcial Marin
- Omar Murillo - "El Negro" Juárez
- Juan Pablo Barragán - "Ñato"
- Mario Ruiz - "Chepe"
- Aura Helena Prada - Alcaldesa
- Orlando Valenzuela - Oscar Bonilla
- Christophe De Geest - Jones
- Juan Sebastian Mogoyon - Arroyave
- Alberto Carreño - Raúl
- Carlos Kajú - Jeremias
- Alex Betancur - Morraya
- Freddy Ordóñez
- Adrian Jiménez
- Waldo Urrego -  "El Pelusa"
- Elianis Garrido - Lorena
- Roberto Marin - Carlos
- Lina Castrillón - Xiomara
- Federico Rivera - Ulises
- Cristina Campuzano - Alicia Bejarano
- Juan Pablo Acosta Rodríguez "Bocadillo"